# Rune Rådsten
Karl Valter Rune Rådsten, född 9 november 1920 i Vånga, Östergötlands län, död 2 februari 2017 i Glanshammar, var en svensk målare, tecknare och grafiker.
Rådsten var som konstnär autodidakt och bedrev självstudier i bland annat Italien, Spanien och Frankrike. Hans konst bestod av ett koloristiskt måleri med porträtt i miljö och landskap. 
Bland hans offentliga arbeten märks utsmyckningen för Vårdyrkesskolan och Västra klinikerna i Jönköping, Ambyskolan, Lundbyskolan och en större väggmålning på Oxhagens skola i Örebro.
Rådsten är representerad vid Nationalmuseum, Institut Tessin i Paris, Örebro läns museum Jönköpings läns museum, Västerås konstmuseum, Luleå museum, Statens konstråd, Smålands Konstarkiv i Värnamo, Örebro läns landsting samt ett flertal landsting och kommuner.